# Карауш Андрій Петрович
Андрій Петрович Карауш (нар. 11 листопада 1976, Новоукраїнка Кіровоградської області, УРСР) — український діяч, голова Рівненської обласної ради з 12 серпня 2022 року.

## Життєпис
Народився 11 листопада 1976 року в родині Петра Павловича та Марії Григорівни Караушів. У 1992 році закінчив 9 класів Новоукраїнської ЗОШ № 3 з відзнакою. У 1992—1995 роках навчався в Чернігівському юридичному коледжі (м. Чернігів) за спеціальністю «Бюджетний облік» та отримав кваліфікацію — молодший спеціаліст, диплом з відзнакою.
У 1995—1996 роках проходив службу в спеціальних моторизованих військових частинах міліції внутрішніх військ МВС України, в/ч 3037 (Донецьк).
У 1998—2003 роках навчався в Національному технічному університеті України «Київський політехнічний інститут» за спеціальністю «Правознавство» та отримав кваліфікацію — спеціаліст, диплом з відзнакою.
Трудову діяльність розпочав у 2001 році інспектором з охорони в ПП «Ескорт» у Києві. У 2002 році працював юрисконсультом Українського громадського благодійного фонду соціального захисту працівників нафтогазової прмисловості, їх сімей та пенсіонерів у м. Київ. До 2004 року працював юрисконсультом у ТзОВ «Центр науково-технічних інновацій Української нафтогазової академії» у м. Київ.
У 2003—2006 роках навчався в Інституті розвитку фондового ринку України Київського національного економічного університету за спеціальністю «Фінанси» та отримав кваліфікацію — магістр фінансового ринку.
2004—2006 — заступник директора з правових питань та економічної безпеки, заступником директора по роботі із споживачами ДП «Кіровоградтепло» ТзОВ «Центр науково-технічних інновацій Української нафтогазової академії».
2006—2007 - заступник директора з комерційної діяльності ТзОВ  «Водне господарство»; 2007—2008 року — директором ТзОВ  «Водне господарство», 2008—2011 року — директором ДП «Кіровоградтепло» ТзОВ «Центр науково-технічних інновацій Української нафтогазової академії» «ЦНТІ УНГА».
Із червня 2012 року — директор Рівненського обласного виробничого комунального підприємства водопровідно-каналізаційного господарства «Рівнеоблводоканал».
У 2013—2014 роках навчався у Навчально-науковому інституті післядипломної освіти Національного університету водного господарства та природокористування (м. Рівне) за спеціальністю «Водопостачання та водовідведення» та отримав кваліфікацію — інженер-будівельник з водопостачання та водовідведення. У 2013 році пройшов навчання на Міжнародному відкритому семінарі «Збережемо клімат разом», організованого Державним Агентством екологіних інвестицій України та Українсько-японським центром НТУУ «КПІ».
З 12 серпня 2022 року — голова Рівненської обласної ради.
У 2020 році обраний депутатом Рівненської обласної ради від партії «Слуга народу».

## Родина
Дружина Карауш Юлії Володимирівні (1988 р.н.) та виховує двох доньок: Катерину (2013 р.н.) та Мілану (2019 р.н.).

## Відзнаки та нагороди
У 2019 році указом Президента України № 66/2019 від 11 березня присвоєно почесне звання «Заслужений працівник сфери послуг».